# Cessna 404
El Cessna Model 404 Titan es un avión ligero bimotor estadounidense, construido por Cessna Aircraft. Fue el mayor avión bimotor de pistón de la compañía en la época de su desarrollo, en los años 70. Su designación militar estadounidense es C-28, y la de la Fuerza Aérea Sueca es Tp 87.

## Diseño y desarrollo

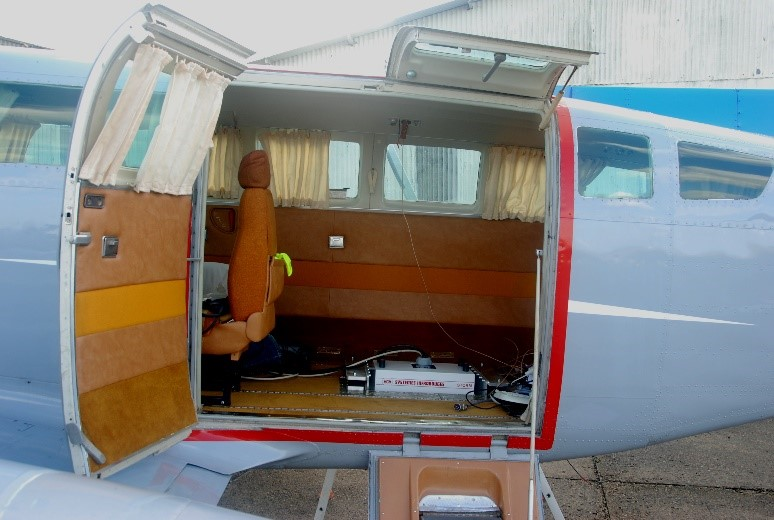
Puertas traseras del lado izquierdo.

El Cessna 404 fue un desarrollo del Cessna 402 con un empenaje agrandado y otros cambios. El prototipo voló por primera vez el 26 de febrero de 1975. Está propulsado por dos motores turbosobrealimentados Continental Motors GTSIO-520 de 280 kW (375 hp). Se ofrecieron originalmente dos versiones; el avión de pasajeros Titan Ambassador para diez pasajeros, y el avión utilitario Titan Courier para pasajeros y carga. A principios de 1982 existían siete variantes diferentes, incluyendo una de solo carga, el Titan Freighter. Este estaba equipado con suelo reforzado, compuertas de carga, y sus muros y techos interiores estaban realizados con materiales de policarbonato resistentes a impactos para minimizar los daños en caso de liberarse la carga en vuelo.

## Variantes
Titan Ambassador
Avión de pasajeros básico de 10 asientos.
Titan Ambassador II
Ambassador con aviónica equipada en fábrica.
Titan Ambassador III
Ambassador con aviónica equipada en fábrica.
Titan Courier
Versión convertible de pasajeros/carga.
Titan Courier II
Courier con aviónica equipada en fábrica.
Titan Freighter
Versión de carga.
Titan Freighter II
Freighter con aviónica equipada en fábrica.
C-28A Titan
Designación dada a dos aviones comprados por la Armada de los Estados Unidos.

## Operadores

### Militares
Bahamas
- Real Fuerza de Defensa de Bahamas[3]

 Bolivia
- Fuerza Aérea Boliviana

 Colombia
- Fuerza Aérea Colombiana: 2 usados por SATENA.[4]

 República Dominicana
- Fuerza Aérea Dominicana[5]

 Estados Unidos
- Armada de los Estados Unidos: como C-28A.

 Hong Kong
- Real Fuerza Aérea Auxiliar de Hong Kong: 1 adquirido en 1979.[6]

 Jamaica
- Fuerza de Defensa de Jamaica[7]

 México
- Armada de México

 Nicaragua
- Fuerza Aérea del Ejército de Nicaragua[8][9]

 Puerto Rico
- Policía de Puerto Rico: dos C404.

 Suecia
- Fuerza Aérea Sueca

 Tanzania
- Fuerza de Defensa del Pueblo de Tanzania[10]

## Especificaciones
Referencia datos: Jane's All the World's Aircraft 1980–81

### Características generales
- Tripulación: Dos
- Capacidad: 6-8 pasajeros
- Longitud: 12 m (39,5 ft)
- Envergadura: 14,2 m (46,7 ft)
- Altura: 4 m (13,3 ft)
- Superficie alar: 22,5 m² (242 ft²)
- Peso vacío: 2185 kg (4815,7 lb)
- Peso máximo al despegue: 3810 kg (8397,2 lb)
- Planta motriz: 2× motor bóxer de seis cilindros refrigerado por aire Continental GTSIO-520.
  - Potencia: 280 kW (386 HP; 381 CV) cada uno.
- Alargamiento: 9,0:1
- Capacidad de combustible: 1300 L

### Rendimiento
- Velocidad nunca excedida (Vne): 441 km/h (274 MPH; 238 kt)
- Velocidad máxima operativa (Vno): 430 km/h (267 MPH; 232 kt) a 4900 m (16 000 pies)
- Velocidad crucero (Vc): 302 km/h (188 MPH; 163 kt) (crucero económico) a 6100 m (20 000 pies)
- Velocidad de entrada en pérdida (Vs): 130 km/h (81 MPH; 70 kt) flaps abajo, sin motor
- Alcance: 3410 km (1841 nmi; 2119 mi)
- Techo de vuelo: 7900 m (25 919 ft)
- Régimen de ascenso: 8 m/s (1575 ft/min)
- Carrera de despegue hasta los 15 m (50 pies): 721 m
- Distancia de aterrizaje desde los 15 m (50 pies): 650 m

## Aeronaves relacionadas

### Desarrollos relacionados
- Cessna 441

### Aeronaves similares
- Aero Commander 500
- Beechcraft Queen Air
- Piper PA-31 Navajo
- Britten-Norman BN-2 Islander

### Secuencias de designación
- Secuencia Numérica (interna de Cessna): ← 400 - 401 - 402 - 404 - 406 - 407 - 408 →
- Secuencia C-_ (Aviones de Carga estadounidenses, 1962-presente): ← C-25 - C-26 - C-27/J - C-28 - C-29 - C-31 - C-32 →
- Secuencia Tp _ (Transportes de la Fuerza Aérea sueca): ← Tp 84 - Tp 85 - Tp 86 - Tp 87 - Tp 88 - Tp 89 - Tp 91 →